# Olszówka (dopływ Dulówki)

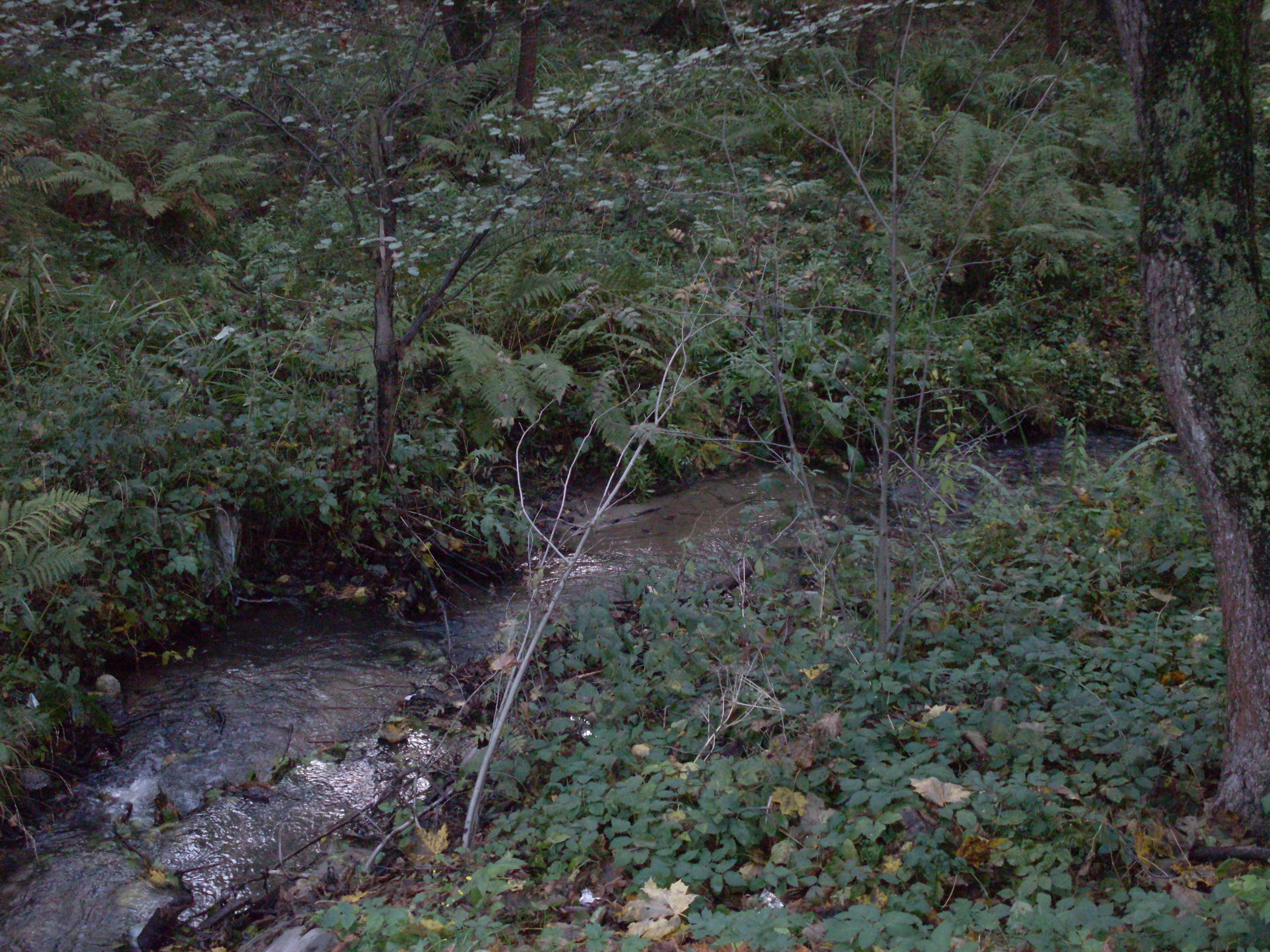
Potok Olszówka – w lesie

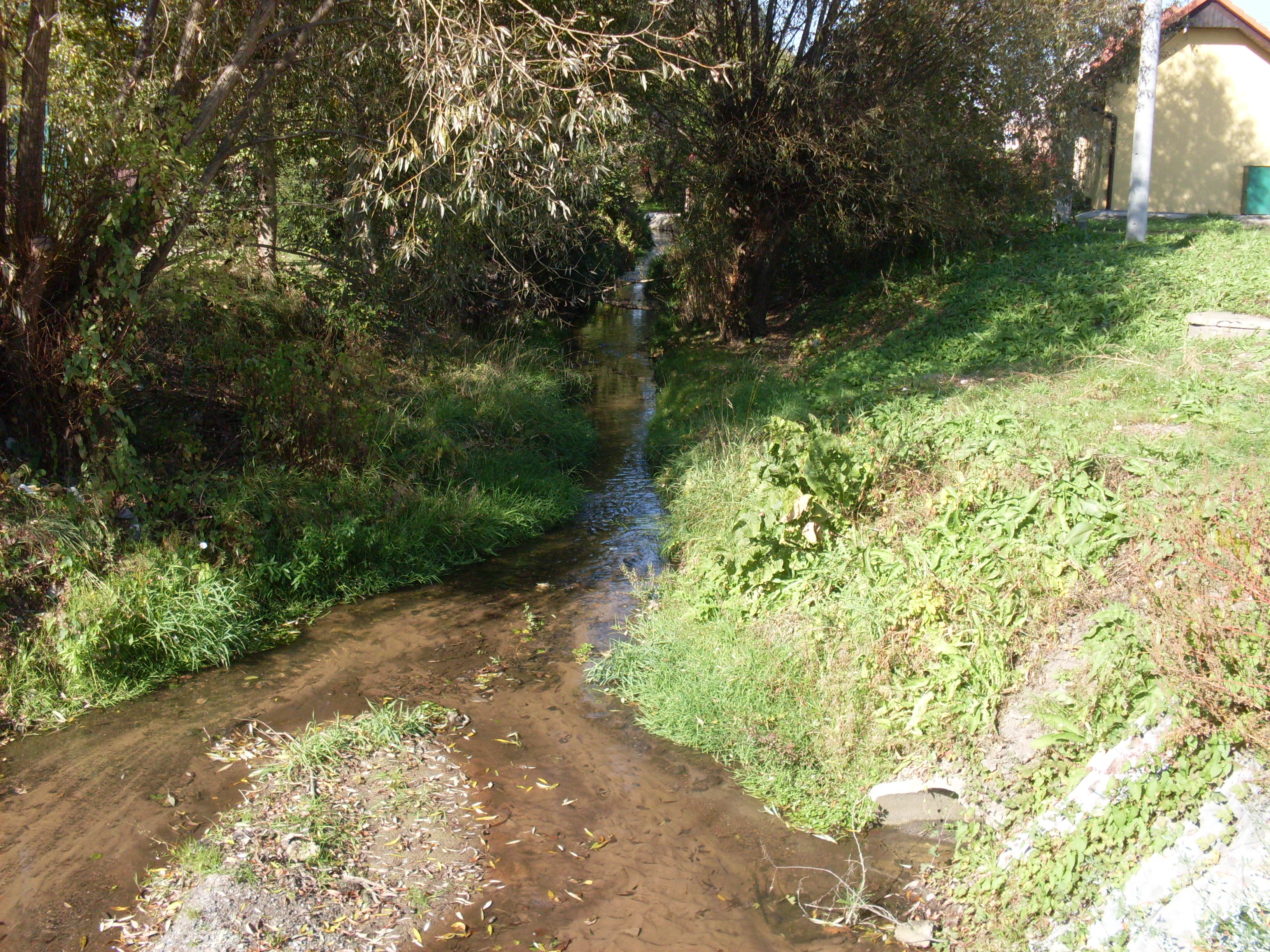
Olszówka w Tenczynku (centrum wsi)

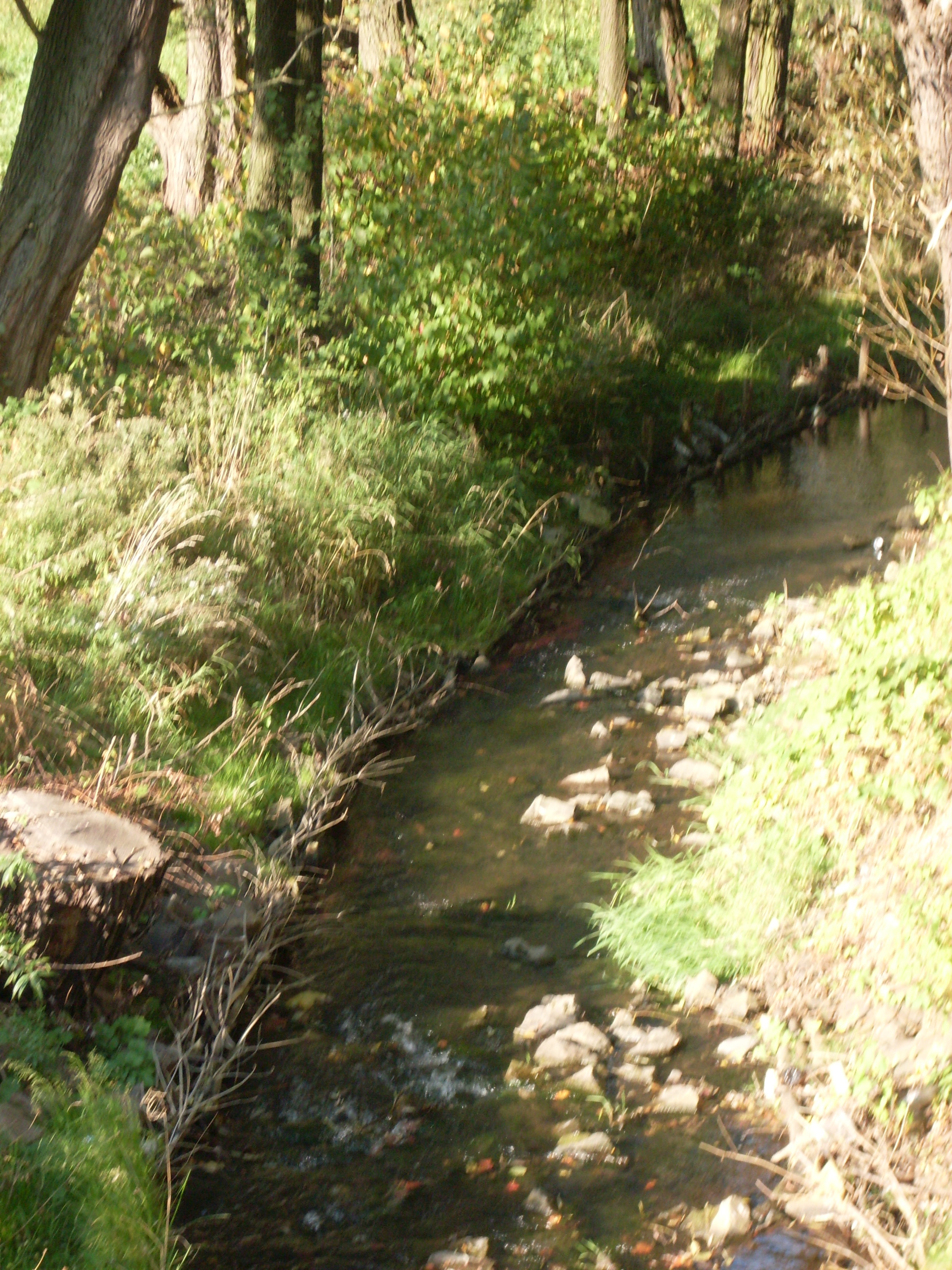
Olszówka w Tenczynku (Piaski)

Olszówka (pot. Żabnik) – potok w gminie Krzeszowice w powiecie krakowskim w województwie małopolskim.
Olszówka (Żabnik) powstaje po połączeniu wielu strumieni w Lesie Zwierzyniec na terenie Tenczyńskiego Parku Krajobrazowego na Garbie Tenczyńskim, główny strumień wypływa z pod wzgórza Łazy tuż przy autostradzie A4, na terenie administracyjnym wsi Tenczynek (działki nr 2954 i 2955). W Tenczynku płynie przez środek Kotliny Tenczynka, gdzie pod pagórem Buczyną wpada prawobrzeżnie do potoku Dulówka w Rowie Krzeszowickim.